# Самсониха (Вологодская область)
Самсониха — деревня в Харовском районе Вологодской области.
Входит в состав Харовского сельского поселения, с точки зрения административно-территориального деления — в Харовский сельсовет.
Расстояние до районного центра Харовска по автодороге — 6,5 км.
По переписи 2002 года население — 1 человек.
Деревня живёт летним переодом. 
Летом в ней продивает более 10 человек